# Alpha Centauri (альбом)
Alpha Centauri — второй студийный альбом немецкой группы Tangerine Dream и первый альбом, на котором группа использовала синтезаторы. Альбом был выпущен в 1971 году. Эта работа во многом предвосхитила появление Берлинской школы электронной музыки.

## Характеристика
Альбом, названный в честь одной из ближайших звезд в нашей галактике, стал несколько более успешным, чем предыдущий альбом, Electronic Meditation (1970). Музыка была — как можно предположить из названия — значительно более космической, чем на их первом релизе. На этот раз она посвящена космическому полету, и очень тихие и плывущие звуки иллюстрируют необъятность космоса. Это все ещё очень экспериментальный тип музыки, но все-таки она совсем не похожа на полностью импровизационную музыку Electronic Meditation. На этот раз, однако, помимо более традиционных инструментов, на альбоме появился настоящий электронный инструмент — синтезатор VCS3!
Музыка здесь сильно отличается от первого альбома группы Electronic Meditation — больший акцент сделан на клавишные и на электронные технологии, хотя они по-прежнему остаются на заднем плане: доминирующими инструментами на альбоме являются орган и флейта. Другое отличие заключается в том, что в центре альбома находятся темные космические звуковые пейзажи, а не агрессивный гитарный джем. Сдвиг в инструментах привел к созданию атмосферы, которую Эдгар Фрёзе назвал космическая музыка (Kosmische musik).
Стиль космической музыки Tangerine Dream ещё не достиг того изящества и революционности, как на Phaedra и Rubycon пару релизов спустя. Тем не менее, Alpha Centauri вполне удовлетворит запросы тех, что интересуется более дикой и безрассудной ездой по автобану космической музыки.
Первый электронный космический альбом в истории. Новаторская попытка создать электронную музыку «космического эмбиента», но она не намного доступнее, чем другие альбомы «розовых лет» (изданные на лейбле Ohr).
Очень редкий сегодня сингл «Ultima Thule» был выпущен в том же году, что и альбом, но отдельным релизом. Переиздания Alpha Centauri 2000-х годов включили одну или обе части «Ultima Thule» в качестве бонус-треков.

## Список композиций

### Оригинальное издание 1971 года
1. «Sunrise in the Third System» — 4:21
2. «Fly and Collision of Comas Sola» — 13:23
3. «Alpha Centauri» — 22:04

### Бонус-треки переизданий 2002 и 2004 года
1. «Ultima Thule, Part One» (издание Sanctuary 2002 года, издание Arcàngelo 2004 года) — 3:24
2. «Ultima Thule, Part Two» (издание Arcàngelo 2004 года) — 4:09

### Издание Esoteric 2011 года
1. «Sunrise in the Third System» — 4:21
2. «Fly and Collision of Comas Sola» — 13:23
3. «Alpha Centauri» — 22:08
4. «Oszillator Planet Concert» — 8:03
5. «Ultima Thule, Part One» — 3:24
6. «Ultima Thule, Part Two» — 4:24

## Состав музыкантов
- Эдгар Фрёзе — гитара, орган, бас, кофе-машина, композитор
- Стив Шройдер — орган, голос, эхо-машина, железный прут
- Кристофер Франке — барабаны, перкуссия, флейта, цитра, фортепиано, синтезатор VCS3
- Удо Денненбург — флейта, голос
- Роланд Паулик — синтезатор